# Пожилино
Пожилино — село в Тульской области России.
В рамках административно-территориального устройства является центром Пожилинского сельского округа Ефремовского района, в рамках организации местного самоуправления входит в муниципальное образование город Ефремов со статусом городского округа.

## География
Расположено в 12 км к юго-западу от райцентра города Ефремов и в 320 км от Москвы по автодороге Дон.
Стоит на левом берегу реки Красивая Меча, в 13 км от точки, где сходятся границы Тульской, Липецкой, Орловской областей.
Правый берег представляет собой крутой холм, высотой около 400 метров с которого открываются живописные виды и с которого в годы Великой Отечественной войны село обстреливалось немецкими войсками.

## Население
| 2002 | 2004 | 2010 |
| ---- | ---- | ---- |
| 392  | ↘389 | ↗430 |

## История
Первые упоминания села встречаются в связи с раздачей поместий служилым людям ещё в XVII веке, которые несли в Ефремове сотенную, городовую и сторожевую службы и должны были противостоять набегам со стороны крымских татар, а взамен получали землю.
Происхождение названия некоторые исследователи связывают с лесом "Жила", вокруг которого село и возникло.
Черноземные почвы хорошо подходили для земледелия, а испомещение служилых людей привело к тому, что к XVIII веку район был обильно заселен однодворцами, которые не могли стать дворянами по петровской табели о рангах. Хотя в петровское время ещё существовала такая форма несения службы, которая позволяла совмещать её с земледелием. Так, в частности, существовал Украинский ландмилицкий корпус сформированный из потомков однодворцев, просуществовавший до 1770 года.
В XIX веке была построена усадьба Лёвшиных и высажен парк. В 1894 году в здании церкви заработала приходская школа, которую открыл священник Иоан Румянцев, преподавала дочь местного псаломщика Варвара Щедрина, обучалось 13 мальчиков и 5 девочек. В 1904—1905 годах ставился вопрос о постройке здания церковно-приходской школы. Многие крестьяне имели каменные избы, в подворных карточках, которые составлялись в 1910—1912 годах указывались занятия крестьян, величина их земли. Подворные карточки показывают определенный уровень грамотности, средний размер участка составлял от 9 до 15 десятин пашенной земли. Молодежь часто отходила на заработки. В разведении домашних животных приоритет отдавался овцеводству. Были и ремесленники — сапожники, каменщики и пр.
В 1912 году А. Ф. Левшин планировал построить водяную мельницу в селе. На месте мельницы долгое время стоял дом середины XIX века, в котором в советские годы жили учителя, на одной из уцелевших стен которого сохранились граффити "1935", "А" и другие, в настоящее время дом руинирован.
В 1926 году село было центром Пожилинского сельсовета с численностью населения в 928 человек. В 1930 году Диомид Григорьевич Сидоров организовал и стал председателем колхоза имени Сталина. В 1935 году в Пожилино работал режиссер В.П. Андрианов, поставил несколько пьес для колхозников, в том числе "Чудесный сплав".
С началом Великой Отечественной  войны многие уроженцы села отправились на фронт. По реке Красивая Меча был организован рубеж обороны, но с прорывом к городу Ефремов, советские части отступили. По преданию немцы обстреливали деревню с горы "Волынка".  В итоге Пожилино недолго было оккупировано немцами, они занимали дома в юго-восточной части.  В 1942 году секретарь сельского совета Зверинцев Николай Михайлович ушел добровольцем на фронт, он героически погиб при форсировании реки Оки юго-западнее Мценска. В честь Зверинцева названа одна из улиц села Пожилино. После войны мост через реку Красивую Мечу восстанавливали военнопленные. К двадцатилетию с начала войны уже существовал обелиск в честь павших воинов. На территории села была построена школа, клуб, небольшой молокозавод. В северной части в 1970-е годы были построены панельные двухквартирные дома.
Существует картина А.И. Пенькова "Скотный двор в Пожилино".
В Пожилинской школе чтут память Лапина Виктора Александровича - павшего во время Чеченской войны (погиб 16.08.1996 г. во время штурма площади Минутка), посмертно награжден орденом Мужества.

## Транспорт
Транспортное сообщение автобусное (несколько рейсов в день) с Ефремовского автовокзала автобусом до Кочкино.

## Инфраструктура
В селе имеется также продуктовый магазин, отделение почты, клуб и школа.

## Русская православная церковь
Храм Святого Великомученика Димитрия Солунского постройки 1825—1875 годов. После постройки каменного храма, старая деревянная церковь стала использоваться для хозяйственных целей, её местоположение неизвестно. Храм обладает одним из самых больших куполов во всей области, возможно это и было причиной столь долгого строительства. Здание было отреставрировано в 2014 году. Представляет собой яркий памятник позднего классицизма.

## Памятники
На сельском кладбище есть мемориал воинам, погибшим в Великую Отечественную войну.